# Samuela Comola
Samuela Comola (Aosta, 30 de abril de 1998) es una deportista italiana que compite en biatlón.
Ganó una medalla de oro en el Campeonato Mundial de Biatlón de 2023, en la prueba de relevo. Participó en los Juegos Olímpicos de Pekín 2022, ocupando el quinto lugar en la misma prueba.

## Palmarés internacional
| Campeonato Mundial | Campeonato Mundial | Campeonato Mundial | Campeonato Mundial |
| Año                | Lugar              | Medalla            | Prueba             |
| ------------------ | ------------------ | ------------------ | ------------------ |
| 2023               | Oberhof (Alemania) | Medalla de oro     | Relevo             |